# Tempesta sobre Àsia
Tempesta sobre Àsia (títol original en rus: Потомок Чингисхана, Potomok Chingiskhana, que significa literalment L'hereu de Genguis Kan) és una pel·lícula soviètica de 1928 dirigida per Vsèvolod Pudovkin amb guió d'Osip Brik i Ivan Novokxonov. Forma part de la "Triologia Revolucionària" de Pudovkin, juntament amb La mare (1926) i La fi de Sant Petersburg (1927).

## Argument
Un humil i jove mongol procura mantenir la seva família guanyant-se la vida de pastor i caçador de pells.
La venda d'una valuosa pell de guineu que ofereix a un comerciant europeu acaba amb una batussa després que el jove mongol hagi sigut estafat i, perseguit pels soldats que protegeixen al comerciant, aconsegueix fugir cap a les muntanyes, on troba refugi.
Dos anys després, el 1920, el mongol s'uneix als partisans soviètics, amb els quals s'ha topat casualment a les muntanyes. Durant un atac contra les forces d'ocupació britàniques, és capturat i entregat al comandant britànic, que acaba d'assistir a una cerimònia budista en la qual ha conegut al Dalai Lama, l'ànima del qual ve de reencarnar-se i s'allotja ara al cos d'un infant.
El comandant ordena afusellar el jove caçador de pells, el cadàver del qual és abandonat a les muntanyes després d'haver sigut abatut a trets per un soldat. Mentrestant, l'exèrcit descobreix un antic amulet pertanyent al partisà mongol, que suggereix que el seu amo és un descendent directe de Genguis Kan. El general ordena recuperar el cos del caçador mongol, que resulta haver sobreviscut a l'afusellament.
L'exèrcit es cuida de la recuperació del mongol i un cop recobra la salut és instrumentitzat per les forces invasores, que pretenen proclamar-lo cap d'un règim titella. Això no obstant, després de presenciar com un compatriota seu és assassinat impunement pels britànics, la marioneta es rebel·la contra les forces invasores i fuig.
La pel·lícula acaba amb les imatges d'un exèrcit a cavall de mongols que cavalquen per l'estepa mongòlica, llençant-se sobre l'enemic com una tempesta.

## Repartiment
- Valéry Inkijinov — Bair, el mongol
- I. Dedintsev — Comandant britànic
- Aleksandr Chistiakov — Líder rus rebel
- Viktor Tsoppi — Henry Hughes, comerciant de pells
- F. Ivanov — Lama
- V. Pro — Missionari britànic, tradueix l'amulet
- Boris Barnet — Soldat anglès
- Karl Gurniak — Soldat anglès
- I. Inkizhinov — Pare de Bair
- L. Belinskaia — Muller del comandant
- Anel Sudakevich — Filla del comandant